# QWERTY

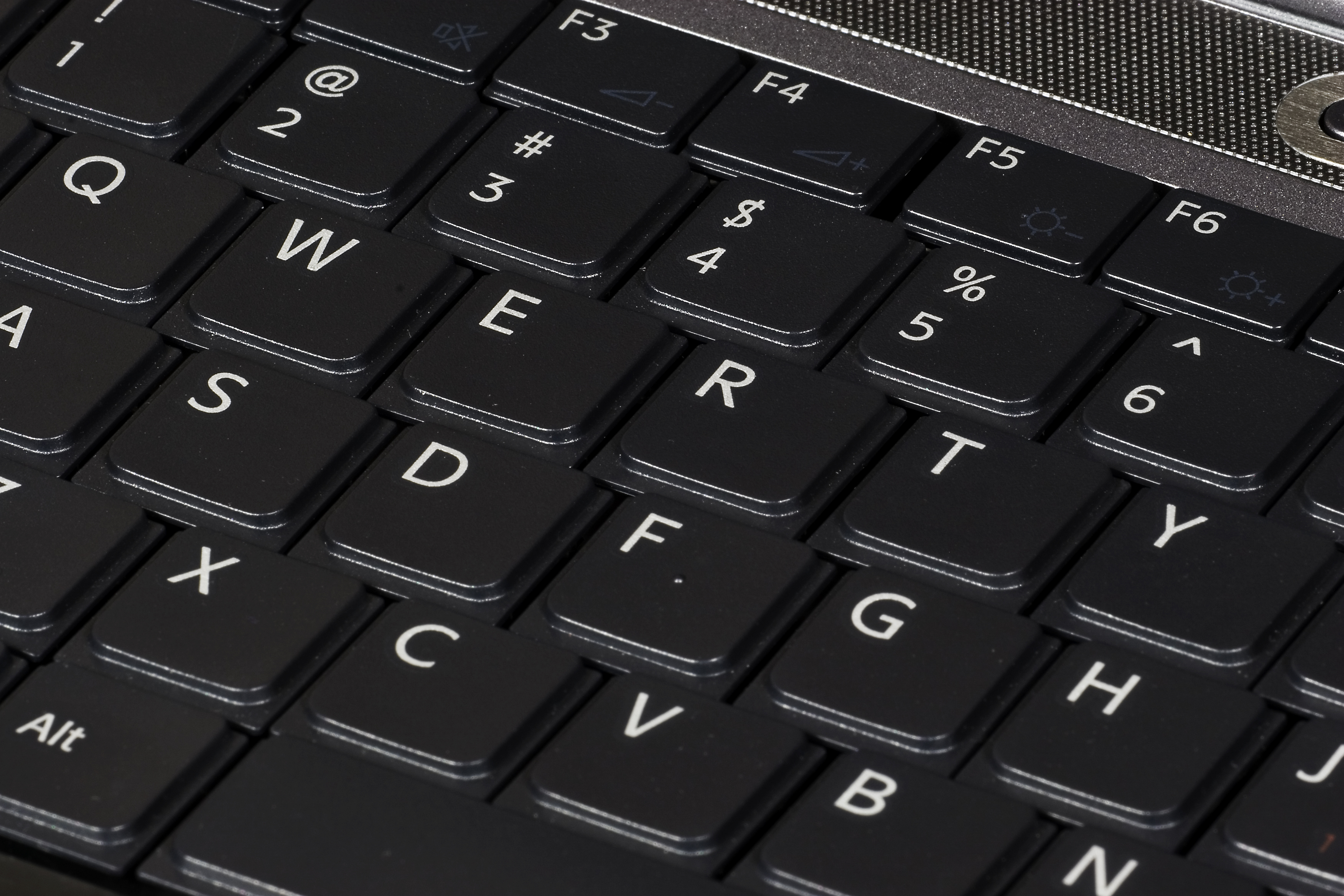
صفحه‌کلید کوورتی بر روی یک لپ‌تاپ

کواِرتی یا کوئرتی (به انگلیسی: QWERTY) رایج‌ترین نوع چیدمان صفحه‌کلیدهای امروزی است. نام QWERTY از شش حرف (کلید) اول قرار گرفته در ردیف حروف بالا سمت چپ تشکیل شده‌است، که از چپ به راست خوانده می‌شود: Q-W-E-R-T-Y در واقع در ابتدا کریستوفر شولز ماشین تحریر مدرن را به صورت عملی در سال ۱۸۶۶ میلادی با همکاری مالی و فنی همکاران خود اختراع کرد ولی کلیدهای ماشین او تراکم نامرتبی داشتند بنابراین دستیار شولز – جیمز دنسمور – پیشنهاد تقسیم‌بندی کلیدها را به دسته حروفی که بیشتر با هم به کار می‌روند داد با این راه حل سرعت تایپ بیشتر می‌شد، این دسته‌بندی استاندارد کیبورد qwerty (کورتی) نام گرفت.

## جستارهای وابسته

صفحه کلید استاندارد QWERTY مورد استفاده در آمریکا. بعضی از کشورها مانند کانادا و انگلستان از QWERTY متفاوتی استفاده می‌کنند(@ و " در جانمائی انگلیسی جابجا شده‌اند)